# Grabesdorf
Grabesdorf ist eine Wüstung bei Beyernaumburg im Landkreis Mansfeld-Südharz in Sachsen-Anhalt.

## Geschichte
In einem zwischen 881 und 899 entstandenen Verzeichnis des Zehnten des Klosters Hersfeld (Hersfelder Zehntverzeichnis) wird Grabesdorf als zehntpflichtiger Ort Grabanesdorpf im Friesenfeld erstmals urkundlich erwähnt.
Koordinaten: 51° 28′ 4″ N, 11° 24′ 38″ O